# Maria do Carmo Barreto Campello
Maria do Carmo Barreto Campello de Melo (Recife, 21 de julho de 1924 - Recife, 23 de julho de 2008), foi uma poetisa brasileira. Figura entre as mais importantes poetisas pernambucanas contemporâneas.

## Biografia

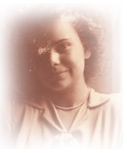
A jovem Maria do Carmo.

Passou a infância no engenho da Torre, cujo terreno deu origem ao atual bairro da Torre, no Recife. Filha do jurista e professor Francisco Barreto Campelo e de Lilia Araújo Barreto Campello.
Bacharel em Letras Clássicas e Licenciada em Didática de Letras Clássicas pela Faculdade de Filosofia do Recife, e pós-graduada com os Cursos de Especialização e de Aperfeiçoamento em Literatura e Língua Portuguesa, pela UFPE.
Na década de 1960 trabalhou no Jornal do Commercio, onde era responsável por uma coluna de página inteira, intitulada “Nossa Página”, dedicada à arte e a temas gerais. Foi professora de Língua Portuguesa e Língua Latina e funcionária da antiga Sudene, onde se aposentou.
Integrou a Academia Pernambucana de Letras, onde ocupou a cadeira nº 29, que tem como patrono Padre Gomes Pacheco, e acadêmica emérita da Academia Pernambucana de Artes e Letras.

## Obras
Tem 14 obras publicadas, agrupadas em 12 volumes.
- Música do Silêncio - 1º Momento: Os Símbolos; 2º Momento: Os Sobreviventes (1968);
- Música do Silêncio - 3º Momento: Ciclo da Solidão (1971);
- Música do Silêncio - 4º Momento: O Tempo Reinventado (1972);
- VerdeVida: O Tempo Simultâneo; Música do Silêncio - 5º Momento: As Circunstâncias (1976);
- Ser em Trânsito (1979);
- Miradouro (1982);
- Partitura Sem Som (1983);
- De Adeus e Borboletas (1985);
- Retrato Abstrato (1990);
- Solidão Compartilhada (1994);
- Visitação da Vida (2000);
- A Consoada (2003);
- Sempre poesia - obras completas (2009)

além de participar em diversas coletâneas.
A qualidade de sua poesia mostra-se estável desde sua primeira publicação. Um motivo que certamente é responsável por essa característica é que sua estréia literária deu-se quando sua personalidade, assim como sua personalidade artística encontravam-se já plenamente desenvolvidas, de modo que em sua obra não há oscilações qualitativas.
Sua poesia não segue padrões métricos. Seu verso é livre e a sonoridade é o fator determinante na composição. Seu método de composição não envolve um trabalho literário sobre um tema determinado, como compunha João Cabral de Melo Neto, por exemplo; antes, seus poemas surgem de uma profunda inspiração e em geral já lhe chegam à mente prontos, sendo submetidos apenas a pequenos tratamentos literários. Essa forma encarar a composição poética assemelha-se à dos gregos antigos, que viam a poesia como um dom das Musas; segundo a autora, a inspiração é um dom do Espírito Santo.
A religiosidade católica é um dos principais temas na poesia de Maria do Carmo. Outros temas recorrentes são o “Eu”, o silêncio, a solidão, o amor conjugal e maternal, a família e os vegetais, em especial o flamboyant.
Maria do Carmo Barreto Campello de Melo faleceu no dia 23 de julho de 2008, após sofrer um derrame cerebral e permancer internada por sete dias no Hospital Memorial São José

## Projeto "Arte e Vida"
Participou do “Projeto Arte e Vida” como Coordenadora de Literatura.
Esse projeto tem como objetivo tirar crianças e adolescentes da convivência com a violência e o tráfico de drogas por meio da arte e da valorização da autoestima e atua em três das mais violentas comunidades do Recife: a favela Coque, a favela de Santo Amaro e a favela do Pilar.
O projeto auxilia meninos e meninas com idade entre 7 e 17 anos, que recebem aulas de reforço, teatro, literatura, música, dança e artes plásticas.